# Lenka Lomnička
Lenka Šehera Lomnická (* 28. Juni 1994 in Prievidza) ist eine slowakische Fußballspielerin.

## Leben
Lomnická besuchte bis 2011 das Športové Gymnázium Prievidza.

## Fußballkarriere

### Verein
Lomnička begann mit dem Fußballspielen bei FK Spartak Bánovce nad Bebravou. Mit 16 Jahren startete sie dann ihre Profikarriere mit Spartak in der Saison 2011/2012. Am 11. März 2012 unterschrieb sie beim österreichischen Erstligisten SKV Altenmarkt.

### Nationalmannschaft
Lomnička ist seit April 2012 Nationalspielerin für die Slowakische Fußballnationalmannschaft der Frauen.